# 于化虎

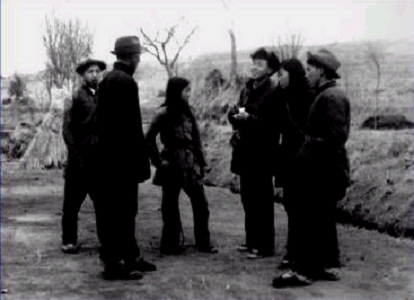
1946年3月，新华社山东总分社胶东分社记者孔迈采访海阳县著名的“五虎村”民兵英雄于化虎、孙玉敏等人。

于化虎（1913年—2004年7月20日），原名于晋生，生于山东省海阳县文山后村。抗日战争期间，于化虎在山东家乡带领民兵与日军作战，先后研制出30多种石制地雷。
1944年加入中国共产党，1945年担任民兵指导员，被评为“胶东民兵英雄”，胶东军区授予“爆炸大王”英雄称号。1946年春，海阳县武装部组建县子弟兵团，于化虎任营长。1947年，任区武装部部长，1949年，由海阳县行村武装部长转任文山后村村党支部书记，至1980年代辞职。1950年9月，于化虎作为民兵代表，出席了在北京召开的全国战斗英雄代表会议，被评为“全国民兵英雄”。电影《地雷战》的主人公赵虎，主要就是根据于化虎和另一位爆炸大王赵守福的事迹创作的。是第一、第二、第三届全国人大代表。2004年于化虎去世。